# Kim Lyshøj
Kim Lyshøj-Sørensen (født 9. maj 1955, død 18. juni 1997) var en dansk fodboldspiller og -træner.
Lyshøj, der var uddannet pædagog, spillede hele sin professionelle karriere for Lyngby Boldklub og var med til at vinde klubbens første mesterskab i 1983.
I 1987 overtog han trænerjobbet i Lyngby efter Hans Brun Larsen, der var blevet fyret. Det holdt han frem til 1990, hvor han blev erstattet af Kent Karlsson. Lyshøj fortsatte dog i klubben som talenttræner.
I 1996 blev Lyshøj ansat som manager for amatørafdelingen i Lyngby, men han ragede snart uklar med Lyngbys direktør Flemming Østergaard og forlod derfor i november 1996 jobbet til fordel for en job som U-15-landstræner i Qatar. Dette job havde han frem til sin død et halvt år senere.